# Andar

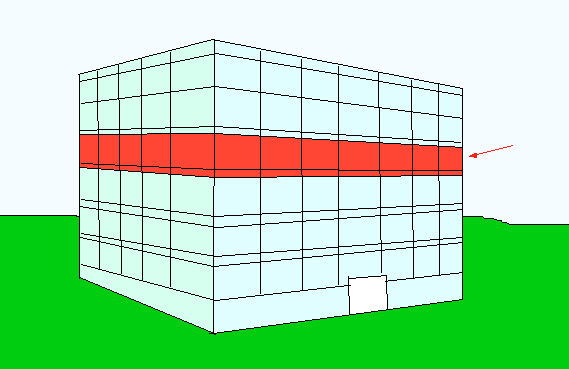
Um plano de andares

Um andar é qualquer parte de nível de um edifício com um piso que possa ser usado por pessoas (para habitação, trabalho, armazenamento, recreação, etc.).
O andar no nível do solo ou da rua é chamado de "térreo" (ou seja, não precisa de número; o andar abaixo é chamado de "porão" e o andar acima é chamado de "primeiro") em muitas regiões. No entanto, em algumas regiões, como os EUA, térreo é sinônimo de primeiro andar, levando a diferentes numerações de andares, dependendo da região.
Uma casa de dois andares às vezes é chamada de "andar duplo" no Reino Unido, enquanto um andar é chamado de "andar único".

## Visão geral
As casas geralmente têm apenas um ou dois andares, embora também existam casas de três e quatro andares. Os edifícios são frequentemente classificados como baixos, médios e altos de acordo com a quantidade de níveis que contêm, mas essas categorias não são bem definidas. Uma casa térrea é muitas vezes referida, particularmente no Reino Unido, como um bangalô. O arranha-céu mais alto do mundo, Burj Khalifa , tem 163 andares.
A altura de cada andar é baseada na altura do teto dos quartos mais a espessura dos pisos entre cada painel. Os andares dentro de um edifício não precisam ter a mesma altura — geralmente o saguão é mais alto, por exemplo. Uma revisão de edifícios altos sugere que as torres residenciais podem ter 3,1 metros de altura para apartamentos, enquanto um edifício comercial pode ter 3,9 metros para os andares alugados aos inquilinos. Em tais edifícios altos (60 ou mais andares), pode haver andares de serviço de maior altura.
Além disso, os níveis mais altos podem ter menos área de piso do que os que estão abaixo deles (por exemplo, a Sears Tower).
O sótão ou loft é um andar logo abaixo do telhado do edifício; seu teto é muitas vezes inclinado e/ou a uma altura diferente da de outros andares. Uma cobertura é um apartamento de luxo no andar mais alto de um edifício. Um porão é um andar abaixo do piso principal ou térreo; o primeiro (ou único) porão de uma casa também é chamado de piso térreo.
As casas de dois andares têm andares que se deslocam menos que a altura de um andar inteiro. Um mezanino, em particular, é tipicamente um andar no meio do caminho.